# Flash (песня)
«Flash» — песня английской рок-группы Queen с альбома Flash Gordon (альбомная версия песни называется «Flash’s Theme»). Написана Брайаном Мэем. Песня вышла в качестве сингла с композицией «Football Fight» на стороне «Б».

## Песня
Песня, как и все композиции из альбома «Flash Gordon», была создана специально для фильма «Флэш Гордон». Альбомная версия песни («Flash’s Theme») фактически является началом этого фильма. В неё включены диалоги из фильма и различные посторонние звуки. Диалоги звучат в исполнении актёров Макса фон Сюдова, Питера Уингарда, Мелоди Андерсон и Хаима Тополя. В версию сингла («Flash») входят диалоги из разных частей фильма, а не только из начала. В эту версию вошли слова Макса фон Сюдова, Мелоди Андерсон, Марианджелы Мелато, Брайана Блессид, а также актёры, игравшие эпизодические роли репортёра и помощника генерала Кала.
Песня представляет собой дуэт Брайана Мэя и Фредди Меркьюри. Иногда верхнюю вокальную партию исполнял Роджер Тейлор. Мэй также играл практически на всех инструментах, кроме ритмичных. Он играл на рояле Bösendorfer (которое имеет 97 клавиш вместо обычных 88), синтезаторе Oberheim и своей электрогитаре Red Special.
Слова из песни и музыка использовались в другой композиции с этого альбома — в песне «Flash’s Theme Reprise (Victory Celebrations)».

## Использование в поп-культуре
- Группа Public Enemy использовала семплирование этой песни для своей композиции «Terminator X to the Edge of Panic» с альбома It Takes a Nation of Millions to Hold Us Back.
- С 2016 года выходящее в Великобритании под маркой Flash чистящее средство Mr. Proper использует в рекламе включает пародии на песню «Flash» группы Queen[2].

## Видеоклип
Видеоклип к песне снял режиссёр Дон Норман. Съёмки проходили в ноябре 1980 года на студии «Anvil Studios». В клипе использовалась сингловая версия песни «Flash».
Видеоклип состоит из кадров фильма «Флэш Гордон» и съёмок группы в студии. В студии Меркьюри исполняет саму песню, Мэй играет на синтезаторе, Тейлор на ударных, и Джон Дикон на бас-гитаре. Хотя песню исполняют одновременно и Меркьюри, и Мэй, показывается только как поёт основной вокалист группы. Кадры из фильма также показываются на заднем плане студии.
Кадры из видео использовались в клипе к песне «Radio Ga Ga».